# Ларрі Лоутон
Лоуренс Р. Лоутон (нар. 3 жовтня 1961) — американський автор, мотиваційний спікер, екс-засуджений та YouTube-р. Він відомий як найбільший злодій в Америці, який після ув'язнення переосмислив свої цінності, та тепер допомагає та надихає молодих людей залишатися поза тюрмою та змінювати свій життєвий шлях. Він також виступає за реформу тюрем.

## Ранні роки життя та організована злочинність
Лоутон, який народився в Норт-Хемпстеді, штат Нью-Йорк, 3 жовтня 1961 р., є сином Девіда А. Лоутона, робітника по металу, та Ірен Джеффріон, медсестри. Він четвертий із п'яти дітей: крім нього є дві старші сестри, старший брат і одна молодша сестра. Лоутон виховувався в Бронксі, штат Нью-Йорк. Лоутон відвідував католицьку школу св. Франциска де Шанталя з першого по шостий класи. У 12 років Лоутона привернула організована злочинність. Він продавав футбольні квитки у своєму середньокласному районі Локуст Пойнт і був ознайомлений з азартними іграми. Він та його друзі також крали та продавали машини, які потім розбиралися на запчастини протягом 70-х. Він відвідував середню школу PS 192, а потім середню школу Лемана .
Не бачачи майбутнього в Бронксі, Лоутон пішов до берегової охорони у серпні 1979 року у віці 17 років Після семи років перебування у береговій охороні Лоутон був відставлений через травму спини. Він переїхав до Брукліна, де Лоутон був залучений до організованої злочинності як букмекер та колекціонер, працюючи в барах у Квінсі та Брукліні. Проникливість та агресивність Лоутона врешті-решт привернули увагу представників вищої ланки в організованій злочинності. Це призвело до його становлення злодієм ювелірних виробів та пограбування магазинів по всьому Східному узбережжю США. Він також використав частину свого заробітку на придбання італійського ресторану піци в Норт-Лодердейлі, штат Флорида, який згодом спалив задля шахрайства зі страховкою.

## Арешт і тюремний термін
Лоутон потрапив до в'язниці один, за фактом рекету за законом Хоббса. Він був заарештований 2 грудня 1996 року у зв'язку з пограбуваннями ювелірних магазинів і засуджений до 12 років ув'язнення у федеральній тюрмі. У 1997 році він був направлений до USP Атланта, штат Джорджія, а на решту 11 років до таких установ: FCI Coleman (Флорида), FCI Jesup (Джорджія), FCI Edgefield (Південна Кароліна), FCI Yazoo (Міссісіпі), FCI Форест-Сіті (Арканзас).
У 2003 році Лоутон висловився проти жорстокого поводження щодо ув'язнених у федеральній тюремній системі, стверджуючи, що значна частина ув'язнених зазнала надзвичайних знущань з боку тюремних охоронців, що в деяких випадках призвело до смерті ув'язнених, включаючи ігнорування ув'язненого з серйозним раком, поки він не помер від крововиливу в камері, та ігнорування чоловіка з болем у грудях та руці, який помер перед Лоутоном. Коли Лоутон направив американським сенаторам листи, в яких описав ці зловживання та відсутність належної медичної допомоги в закладах, в яких він проживав, його на одинадцять місяців помістили в карцер. Загалом він провів майже три роки в одиночній камері. Лоутон відбув свій термін і 24 серпня 2007 року був звільнений і розпочав трирічне звільнення під наглядом. Перебуваючи у в'язниці, Лоутон отримав паралегальний ступінь і став посередником банд. Після звільнення він став адвокатом з багатьох питань колишніх злочинців, включаючи умови ув'язнення, а також боргові навантаження після звільнення та їхній вплив на безробітних колишніх засуджених.

## Кар'єра після виходу

### Програма перевірки реальності
З моменту звільнення з федеральної в'язниці в 2007 році Лоутон працював з підлітками та молоддю, намагаючись проінформувати їх про реалії злочинів та в'язниці. Основним засобом, за допомогою якого Лоутон зробив це, є Програма перевірки реальності (Reality Check Program), яка використовує лекції, DVD та інші навчальні матеріали для охоплення молоді, яка перебуває в групі ризику, перш ніж потрапити до в'язниці. Програма перевірки реальності Лоутона складається з чотирьох частин: раннє життя Лотона; що таке насправді в'язниця; що ви втратите; а також уникнення та розчинення поганих асоціацій. Програма доступна як для груп, організацій, шкіл та корпорацій, так і для приватних осіб на одній сесії. Крім того, консультації та рекомендації можна отримати у Лоутоні та Програмі перевірки реальності. Програми Лоутона використовували судді, начальники поліції, шерифи, громадські захисники, прокурори штатів та сім'ї. Інші заходи, передбачені програмою, включають щорічний гольф, щоб молодь, що перебуває у групі ризику, мала можливість спілкуватися з чиновниками. Подія також показує чиновникам, дітям, коли вони не зазнають проблем. У 2010 році Лоутон зняв пілотний епізод для нового реаліті-шоу, заснованого на його роботі з молоддю групи ризику, яку він назвав законом Лоутона. Програма перевірки реальності також почала пропонувати щоквартальну нагороду «Чемпіон громади», причому першим отримувачем став пожежник і завзятий доброволець Флориди Альдо Нуньєс.

### Запобігання пограбуванню ювелірних магазинів
У 2008 році Лоутон заснував Jewelry Robbery Prevention — консультаційну фірму, яка співпрацює зі страховими компаніями, приватними особами, ювелірними магазинами, поліцією та засобами масової інформації щодо того, як краще запобігти пограбуванню коштовностей, а також пояснити мислення злодіїв-крадіїв потенційним цілям. В інтерв'ю про те, що магазини можуть зробити, щоб захиститися, він сказав, що важливо враховувати легкість, з якою пішоходи можуть бачити магазин у вікні, використовуючи відеокамери, які завантажують усі кадри на сервер поза сайтом, і використовуючи обережність при роботі з клієнтами, які хочуть бачити все більше каменів під час ознайомлення з асортиментом.

### Медіа-особистість
Ларрі Лоутон виступав по телебаченню, радіо, спілкувався з аудиторією по всій території Сполучених Штатів в рамках Програми перевірки реальності, проблем злочинності та тюрем. Він влаштував власне радіо-шоу на AM1300 в Мельбурні, штат Флорида, та в Інтернеті. Шоу закінчилось у 2012 році через інші зобов'язання Лоутона. Його національні телевізійні виступи та радіопередачі включають «Щоденне шоу» з Джоном Стюартом, де він двічі грав себе як персонажа в комедійних етюдах, 12 серпня 2009 року та 15 квітня 2010 року Він також виступав у «Клубі 700» у християнській мовній мережі та у шоу «FOX News Huckabee», де Ларрі обговорював свою злочинну кар’єру і те, як він прийшов допомагати молоді, яка перебуває у групі ризику. З 2013 року виступи Лоутона в новинах зосереджувались більше на крадіжках ювелірних виробів, включаючи інтерв'ю CNN, Fox Business та ABC World News. Лоутон також веде місцеве кабельне тб шоу під назвою Lawton's Law у районі Орландо Bright House Networks

### Автор «Покаяння Гангстера»
У 2012 році Лоутон став співавтором мемуарів під назвою «Покаяння Гангстера» (Gangster Redemption). Книга висвітлює його злочинне життя, ув'язнення та заснування благодійних організацій після звільнення.

## Визнання
16 серпня 2013 року Лоутон став першим екс-шахраєм в історії Америки, якого назвали почесним поліцейським.
21 листопада 2013 року конгресмен Білл Позі згадав і визнав Програму перевірки реальності та статус почесного поліцейського Лотона на відкритій сесії Конгресу США.